# Telmex
Teléfonos de México, S.A.B. de C.V. (TELMEX) es una empresa mexicana de telecomunicaciones y servicios de TI, fundada el 1 de enero de 1947 con sede en la Ciudad de México.

## Historia
Telmex fue fundada en México el 1 de enero de 1947, cuando un grupo de inversionistas privados mexicanos compró la sucursal mexicana de la empresa sueca Ericsson. En 1950, los mismos inversionistas compraron la sucursal mexicana de la empresa estadounidense ITT Corporation, convirtiéndose así en el único proveedor de telefonía del país. En 1972, el gobierno mexicano durante el sexenio de Luis Echeverría Álvarez nacionalizó la empresa.

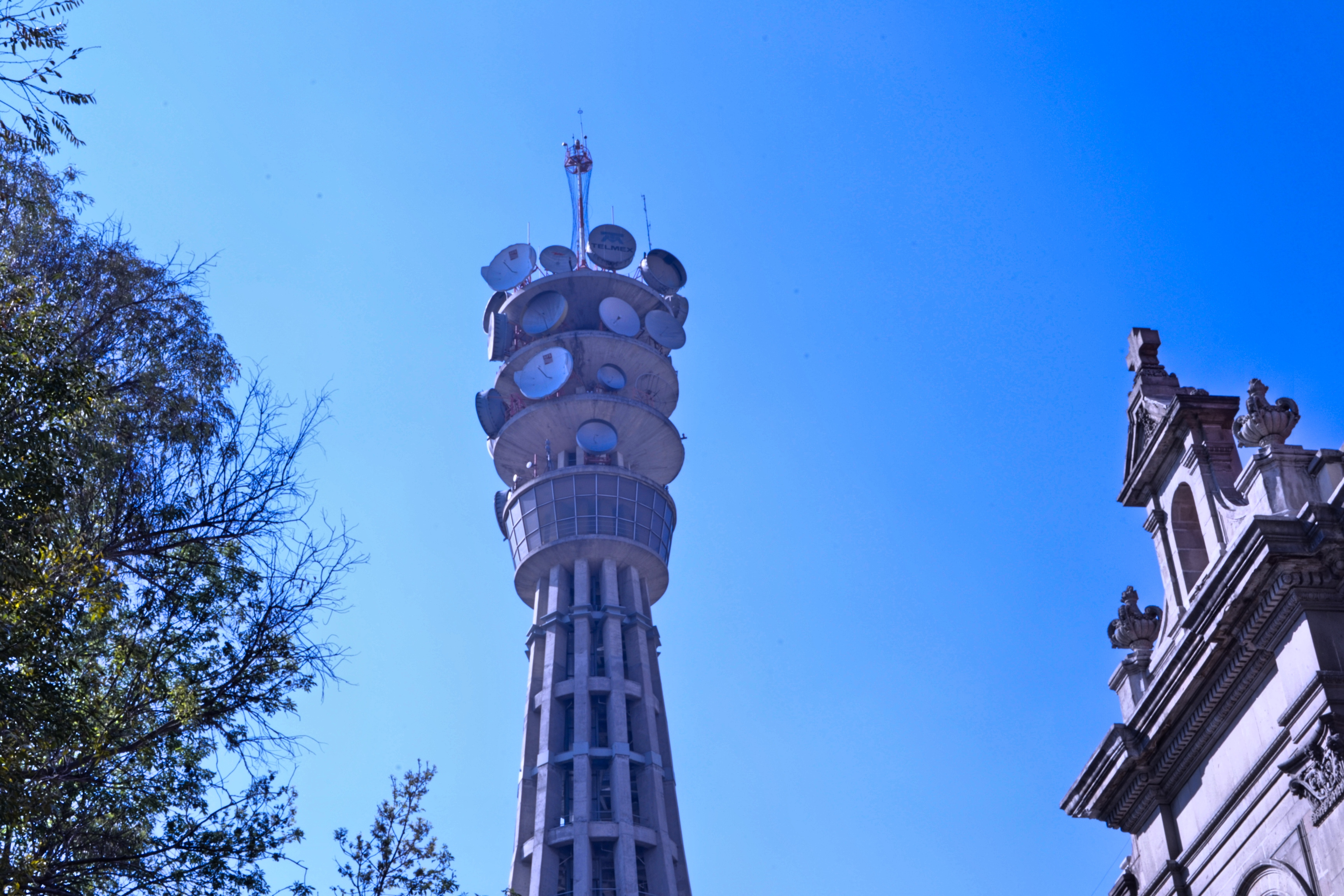
Torre de San Juan, en la central telefónica "Victoria", antes "San Juan"

En 1990, el presidente de México Carlos Salinas de Gortari decidió comenzar un proceso de privatización. Se presentaron varios grupos de inversionistas formados por empresas nacionales e internacionales, y resultó ganador Grupo Carso el consorcio creado por Carlos Slim y las compañías extranjeras France Télécom y SBC Communications, junto con otros pequeños inversionistas. Sin embargo, este consorcio se apoderó del 53% y, al ser el accionista mayoritario, compró un restante y dejó al resto del grupo con el 31% de las acciones. Finalmente en 1991, el gobierno mexicano vendió el restante. Por otro lado, Grupo Carso recompró las acciones de sus socios y se quedó con el control completo posteriormente.
Después de su privatización, Telmex comenzó con un plan de inversión en nueva tecnología, fibra óptica con una infraestructura que incluye más de 300.000 km en México y cobertura total del país, hasta el punto de formar un cuasi-monopolio.[cita requerida] Se restableció el cobro en las cabinas de telefonía pública, mediante la sustitución de las antiguas casetas por marcación de disco de GTE Corporation por las casetas digitales de tarjetas electrónicas individuales. En 1997 se abrió el mercado mexicano de la telefonía de larga distancia, con lo cual entraron AT&T y Avantel, entre otras, pero ninguna logró afectar seriamente a Telmex, dadas las prácticas anti competitivas de esta última,[cita requerida] avaladas por los Gobiernos sucesivos. Cabe señalar que a partir de la Reforma en Telecomunicaciones de 2014, se eliminó el cobro de larga distancia, haciendo que este servicio desapareciera a partir del 2015.

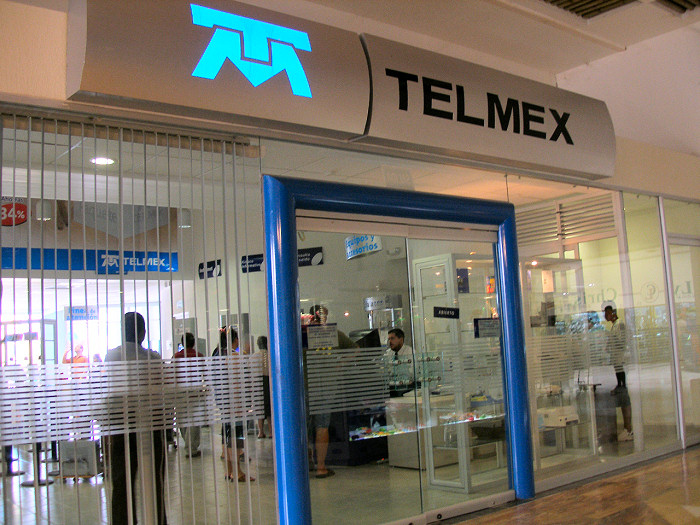
Tienda Telmex en Puerto Vallarta, México.

A partir de 1996 Telmex dejó de contratar empleados certificados y empezó a contratar empleados con menos prestaciones laborales (solo las de la ley) mediante la empresa Comertel Argos.[cita requerida] Así también, se ha dado cada vez mayor interés en invertir en las empresas Red Uno y Uninet.
Hoy en día Grupo Carso posee el 100% (esto a partir de 1999), y después de varios cambios de guardia, hoy la empresa es parte de América Móvil, producto de una quiebra técnica en el año 2011 que obligó al grupo a integrarla con el negocio celular.
En busca de ofrecer productos del llamado Triple Play, forja una alianza (que sus opositores llaman «fusión encubierta»)[cita requerida] con MVS Comunicaciones para la venta de la señal satelital DISH México, cobrando ambos servicios en una misma cuenta. Dado que su título de concesión prohíbe esto, se le ha acusado de proveer algo fuera de la ley, lo cual Slim ha tajantemente desmentido.[cita requerida]
Actualmente Telmex sigue siendo una de las compañías más importantes de telecomunicaciones en el país, aunque ha perdido una parte del mercado debido a la regulación gubernamental y al aumento de empresas del sector. A pesar de ello, Telmex sigue considerado como monopolio, ya sancionado y establecido por la ley.[cita requerida] Además, Telmex ofrece actualmente a sus clientes diferentes servicios de entretenimiento en sus tarifas. Entre ellos se encuentran los servicios de streaming Disney+, Netflix, Claro vídeo, HBO, Noggin, Dish y Claro música.

## Telefonía celular
A principios de los años 80 en México comenzaron a surgir algunas compañías que ofrecían servicios de telefonía celular. En 1993, Iusacell se había convertido en el líder tras comprar varios operadores regionales. Debido a que Telmex no tenía inversiones en este negocio, decidió entrar al mercado con la empresa Telcel que estaba en un lejano segundo lugar en el mercado nacional, ya que cuando Iusacell contaba con 3 millones de usuarios, Telcel tenía menos de 1 millón.
Este escenario cambió en 1995, cuando México sufrió una de sus peores crisis económicas, ya que Iusacell decidió enfocarse en clientes de alto nivel (ejecutivos y empresas) con planes de renta mensual de alto costo, mientras que Telcel decidió enfocarse al sector de menor ingreso, impulsando los primeros planes de prepago, acaparando así un mayor número de clientes para convertirse en el líder de telefonía celular en el mercado mexicano.
Más tarde, la empresa de telefonía celular Telcel sería separada de la empresa Telmex para ofrecer un servicio por separado. En octubre de 2011, América Móvil, también controlada por el Grupo Carso, anuncia un proceso de fusión con Telmex, acción que se concreta en agosto del año 2012.

## Internet

Infinitum

Telmex comenzó a ser proveedor de Internet a través de la marca Uninet. Un año después cambió el nombre a «Internet Directo Personal de Telmex». En 1996 Telmex compró a IBM y Sears el proveedor de Internet Prodigy Communications, con lo que introdujo a México la marca Prodigy Internet.
En 2001 Telmex decidió vender los suscriptores de Prodigy Communications en los Estados Unidos a su socio SBC Communications y se convirtió en SBC Prodigy y posteriormente en SBC Yahoo!. Aún es dueño de Prodigy en México. Para 2004 Prodigy contaba con más del 70% de acceso a Internet vía telefónica y el 40% en DSL en México.
A partir de 2009 Telmex comenzó a unificar su servicio de Internet a través de la marca Infinitum. Actualmente ofrece servicios de internet vía fibra óptica, ADSL y VDSL con velocidades de hasta 1 GB por segundo.

## Televisión
En 2009, las empresas MVS Comunicaciones y EchoStar, propietarias de Dish México y su filial y propietaria, Dish Networks, firmaron un acuerdo publicitario con Telmex, haciendo así paquetes con ese servicio o prestando servicio de facturación junto con el recibo Telmex. Finalmente, con la reforma en telecomunicaciones, se obligará a Telmex a cumplir con este trato, lo que le permitirá ofrecer triple play a la compañía.
Debido a que Telmex es considerado un «agente económico preponderante» por el Instituto Federal de Telecomunicaciones, a raíz de la reforma en telecomunicaciones mencionada, Grupo Carso no ha podido incursionar en la televisión abierta con canales propios ya que no se le permite (al igual que a Televisa) participar en licitaciones para obtener concesiones ni para ofrecer televisión de paga por sí mismos.

## Expansión

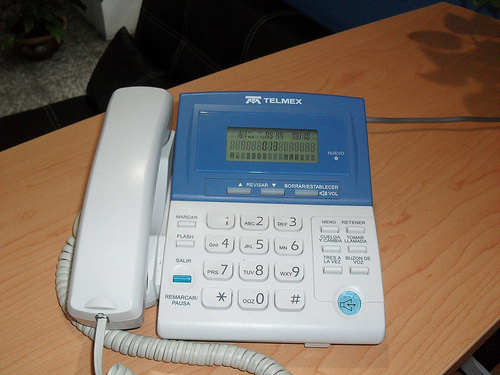
Teléfono Telmex con display para identificar llamadas y envío de mensajes

Después de la venta de Prodigy y la separación de América Móvil, Telmex comenzó un agresivo plan de expansión fuera de México, en donde ya no presentaba crecimiento importante, con más de 19.000.000 de líneas en el país (de 5.000.000 en 1990).

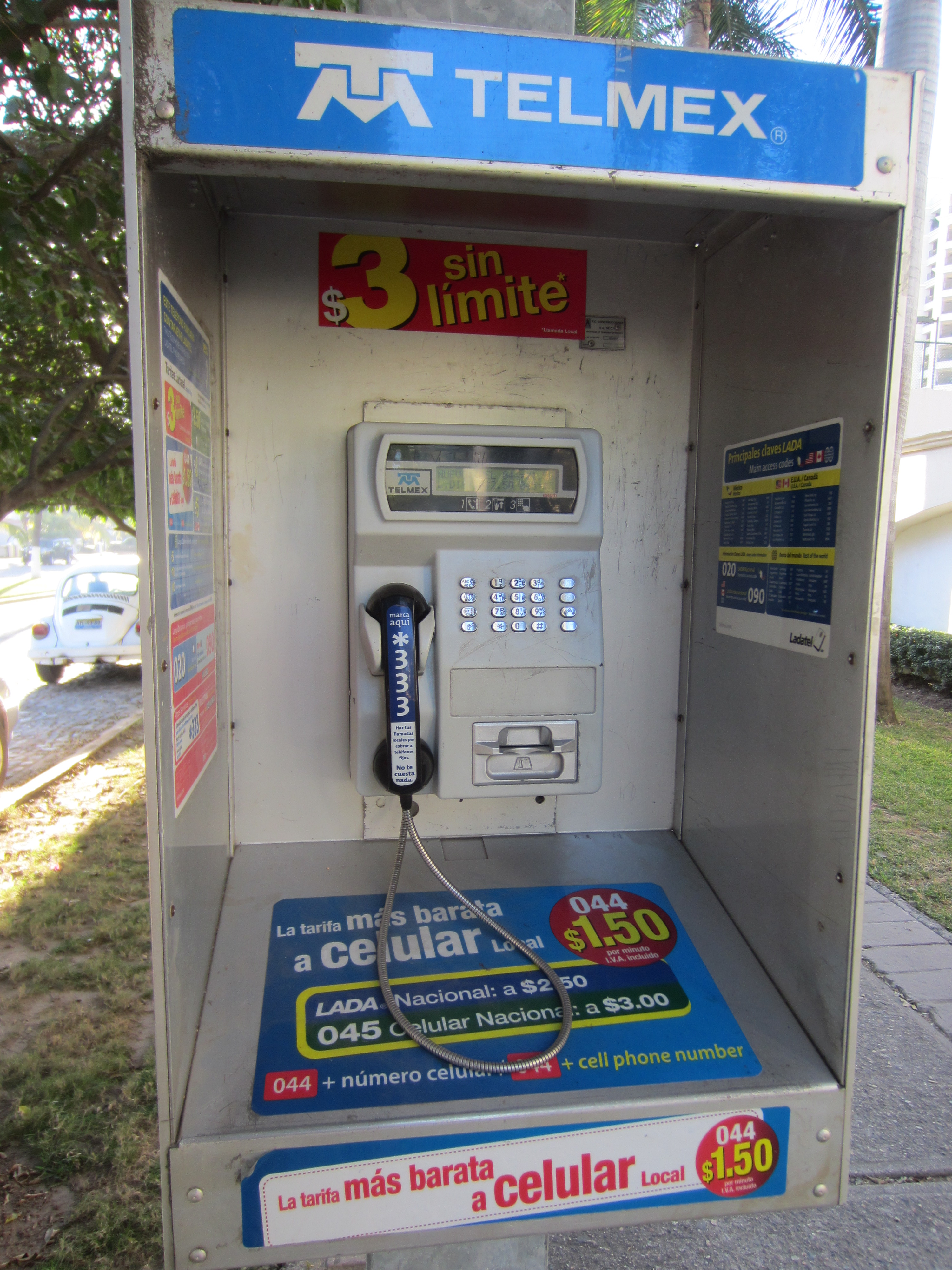
Teléfono público de Telmex, que opera con tarjetas inteligentes prepagadas.

Su expansión comenzó con la apertura de oficinas y servicios en los Estados Unidos con Telmex USA. Posteriormente compró la antigua telefónica estatal de Guatemala, Telgua, y varios monopolios estatales en Centroamérica. En 2004 Telmex compró la totalidad de acciones de AT&T Latin America, con lo cual obtiene presencia en Colombia, Argentina, Brasil, Perú, Chile y Uruguay. Ese mismo año compró en Brasil Embratel de MCI y NET. En 2007 adquiere las acciones de Verizon Dominicana en la República Dominicana, en una venta de más de 2000 millones de dólares; actualmente la compañía se llama Claro Codetel.
En noviembre de 2007, Telmex decidió separar su participación en el mercado extranjero mediante la escisión de sus activos, y creó Telmex Internacional, que opera independientemente de la empresa mexicana.
Telmex Internacional, en forma independiente de Telmex, compró en Colombia cinco de las empresas más importantes de telecomunicaciones del país en 2008: TVcable, Superview, Cablecentro, Satelcaribe y Cablepacifico; en el Perú, adquirió las empresas de cable Boga Comunicaciones (Cable Express) y Virtecom (Megacable); en Chile, la empresa satelital ZAP TV, y Ecutel, en Ecuador.
A pesar de que en otros países tiene paquetes de Triple Play, Telmex no ha logrado trabajar este servicio en México, ya que el control sobre la televisión restringida se encuentra manejándose por Cablevisión, Cablemás y SKY México, las tres propiedad de Televisa. Sin embargo, el expresidente Felipe Calderón Hinojosa prometió trabajar para ejecutar leyes que prohíban el monopolio. Gracias a un fallo dado por la Secretaría de Comunicaciones y Transportes, Telmex posiblemente entre en el mercado del Triple Play. Sin embargo, a partir de diciembre de 2010 Telmex inició la construcción de la red de FTTH (Fiber to the Home) con tecnología GPON en diferentes estados de la República Mexicana: Morelos, Estado de México, el Distrito Federal, León y Monterrey, con lo que se piensa brindar el servicio de Triple Play.

## Relación con América Móvil
En enero de 2010, América Móvil y Telmex anuncian su intención de fusionarse, decisión tomada para poder competir con la compañía española Telefónica y malasia Telekom Malaysia.
El 11 de febrero de 2010 la operación fue aprobada por la Comisión Federal de Competencia Económica, debido a que ambas empresas son controladas por la familia Slim y ya forman parte del mismo Grupo Carso.
América Móvil y Telmex usan la marca Claro en la mayoría de los países.

## Relación con Telmex Internacional
Telmex Internacional es una empresa hermana de Telmex, ambas filiales de Carso Global Telecom, que a su vez es división de América Móvil. Telmex Internacional da servicio en Argentina, Chile, Ecuador, El Salvador, Perú, Uruguay, Colombia y en los Estados Unidos.
A partir de 2018, todas las operaciones de Telmex Internacional pasaron a ser parte de Claro, una empresa de América Móvil.

## Telmex Hub
Localizado en el centro histórico de la Ciudad de México, Telmex Hub es un espacio físico y virtual donde los usuarios pueden utilizar equipos de cómputo y ofrecer y tomar cursos relacionados con el mundo de lo digital. Tiene la capacidad para conectar simultáneamente a 300 usuarios vía Ethernet, según información publicada en su sitio web. Su conectividad utiliza el servicio de una banda ancha de 1 Gbps vía Ethernet y WiFi.